# ロスタイム
ロスタイム（和製英語: loss time）とは、サッカーやラグビーユニオンなどの球技における用語。球技の試合において、競技者の交代・負傷者のアピールや怪我の程度の判断・負傷者の搬出などにより空費された時間、いわゆる「空費時間」を指す通称である。こうした空費時間は相手チームにとっては不公平になるため、公平を期するための猶予時間を相手に与えようというのが趣旨である。つまり、「実際に流れる時間（実時間）」-「ロスタイム（空費時間）」=「実際に試合を行った時間（実試合時間）」となる。
かつては「インジュアリータイム」（英語: Injury Time）と呼ばれていた。サッカーでは「アディショナルタイム（英語: Additional Time）」と称される。

## 呼称
主審はタイムキーパーとして、空費された時間を計測し、試合の前後半それぞれの後に追加する。こうした時間を、日本では一般的に「ロスタイム」と呼ぶが、これは"loss of time"からとった和製英語である。ちなみに英語では"time added on"、"added time"、"additional time"（追加時間）、"stoppage time"（止めた分の時間）、"injury time"（負傷分の時間）などである。

## 計測と表示
試合ごとの空費時間は「主審の判断と裁量」に基づき計測されるため、試合終了の笛がいつ吹かれるかは主審の手元の時計にかかっている。また計測された時間が経過した瞬間に試合が必ず終わるわけではなく、あと数秒残っていても、状況次第では終了の笛が吹かれることもある。当然ロスタイム中にさらなる空費時間が発生すると、その分だけさらに時間が延びることもある。そのため、特にサッカーの場合において、ロスタイムは絶対的なものではない。
慣例として、一方のチームが相手ゴール前でチャンスを迎えている場合などには、厳密なロスタイムが終了していても、しばらくはプレーを続行させることが多い。そうした場合、攻撃側がシュートを外す、守備側がボールを蹴り出すなどして、プレーが途切れたり（リードしている）相手チームにボールが渡った時点（プレーが切れた時点）で、その直後にロスタイムを打ち切ることが多い。また特殊な例として、チーム間に力の差があり、スコアが大きく開いている場合などでは、ロスタイムをほぼ取らずにゲームを終了させることもある。
2人の副審たちも時計を持っており、主審に意見を求められた場合は、どれだけの時間が空費されたか、セカンドオピニオンを聞くことがある。
ロスタイムでの得点は劇的な要素であり、ドーハの悲劇、リヤドの悲劇などこれによる数多くのエピソードが生み出されているが、負けた側にとっては主審のロスタイム計測への疑念が募ることになる。このため、大きな試合では「第4の審判」がロスタイムを表示することがある。
主審には、ロスタイムを計測する時計と試合中止めない時計の2個の時計を持つことが推奨されているが、止めない時計がハーフタイムに近づくと、主審は第4の審判にロスタイムの分数を伝え、第4の審判はタッチライン際で選手や観客に残り時間を掲示する。また、試合によっては電光掲示がなされたり、アナウンスが流されることもある。

## ラグビーユニオン
前半・後半とも40分が経過するとホーン音が鳴り、ラストプレーが合図されるが、サッカーとは異なり、ロスタイムが経過した時点で即ノーサイド（試合終了）とはならない。
40分を過ぎてプレーが続いている場合は、得点、ペナルティ（スクラム/フリーキック）、ボールがタッチラインから外に出るなどによってプレーが止まると同時に笛が吹かれてノーサイドとなるため、実質的なロスタイムは目安より長くなる事が多い。
今日ではトップレベルの試合においてタイムキーパー制が敷かれており、レフリーとは別にタイムキーパー（時間管理を行う専門担当者）を置き、レフリーと連動して試合時間はより正確に計測されているため、名目上のロスタイムはなくなった。

## 箱根駅伝
箱根駅伝の1区と10区のコース区間にかつてあった京浜急行電鉄空港線の「蒲空第1踏切」（東京都大田区）においては、電車が優先で、踏切遮断中はランナーが待たなくてはならない。
この足止めされた時間は「ロスタイム」と称され、レースの所要時間から減算された。
なお、この踏切は、2012年の高架化完了によって姿を消した。